# Elmina
Elmina est une ville située sur la côte du Ghana.
Elle est issue du premier comptoir européen fondé sur le golfe de Guinée par les Portugais, devenu ensuite un des grands centres de la traite des esclaves. C'est aujourd'hui un port de pêche de 20 000 habitants.
Le fort Saint-Georges-de-la-Mine, construit par les Portugais au XVe siècle, rappelle l'ancienneté de l'implantation européenne à cet endroit.

## Histoire

### Une incursion française (1380-1381)
En 1380-1381, des navigateurs dieppois, à la recherche d'épices et d'ivoire, fondent La Mine sur la Côte de l'Or (actuel Ghana) avant que la guerre de Cent Ans n'interrompe les expéditions normandes. 

### L'implantation portugaise
En 1433, les Portugais s’emparent du Castel de La Mine, alors abandonné, pour le rebaptiser Saint-George del Mina qui deviendra plus simplement Elmina.

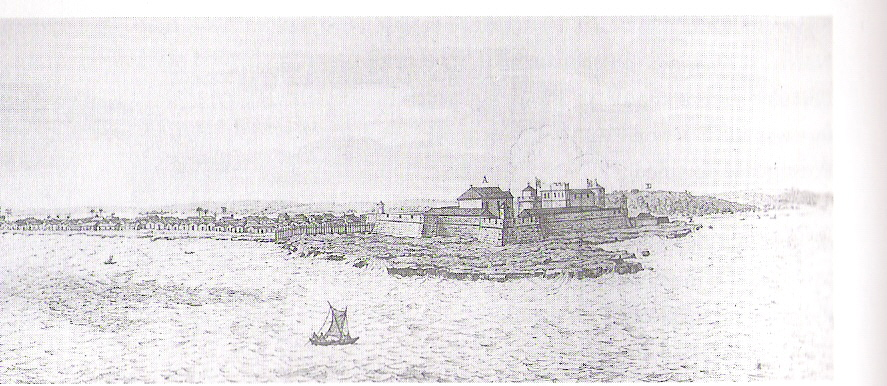
Le fort Saint-Georges en 1637.

Le premier comptoir, dit « de la Mine » en raison de la grande quantité d'or qu'ils y trouvèrent à acheter, est officiellement fondé en 1471 par Jean de Santerem et Pedro Escobar de retour de Sao Tomé. Le fort Saint-Georges, São Jorge da Mina, est construit en 1482 par une décision du roi du Portugal, Jean II, prise l'année précédente. Une expédition est menée à cet effet par Diogo de Azambuja.
Le lieu devient la tête de pont du Portugal en Afrique de l'Ouest. Mais le fort São Jorge da Mina était davantage conçu pour contrer des attaques venant de la mer que pour celles venant de la terre. 
Les Portugais n'avaient que trois ou quatre forts de taille modeste, principalement sur le littoral, mais celui bâti à l'intérieur des terres vers 1623, Fort Duma retenait l'attention. Avec d'autres Européens, ils convoitent en particulier « l'accès aux gisements d'or mêmes » d'une colline  « à quelques kilomètres à l'Ouest d'Elmina ». Un peu plus tard, ils tentent de remonter les rivières jusqu'à « la confluence de l'Ankobra et de la Duma, à une vingtaine de kilomètres au Nord du fort » Saint-Antoine d'Axim via un petit fort du pays d'Iguira.
Cette position sera abandonnée par les Portugais selon « une carte anonyme hollandaise de 1629 » à cause de la concurrence hollandaise et parce qu'ils trouvaient de l'argent au lieu d'or, d'après l'historien hollandais Albert van Dantzig.
Selon l'historien Jean-Michel Deveau, en 1623, les riverains de l’Ankobra attaquent une autre expédition portugaise remontant vers le nord pour ouvrir une mine à Aboasi, où le Fort Duma venait d'être érigé encore plus au nord d'Axim, toujours sur les rives de l'Ankobra pour y extraire de l'or. Pour atteindre le Fort Duma, il fallait remonter sur 35 km le fleuve Ankobra, la mine étant située encore plus au Nord . Les populations africaines du littoral contrôlaient fermement son acheminement jusqu'à la côte, malgré la distance et un accès favorisé par la rivière sur la moitié du trajet.
C'est en 1636 qu'un séisme va abîmer cette mine mais aussi le Fort Duma, amenant les Portugais à l'abandonner.

### La période hollandaise (1637-1872)

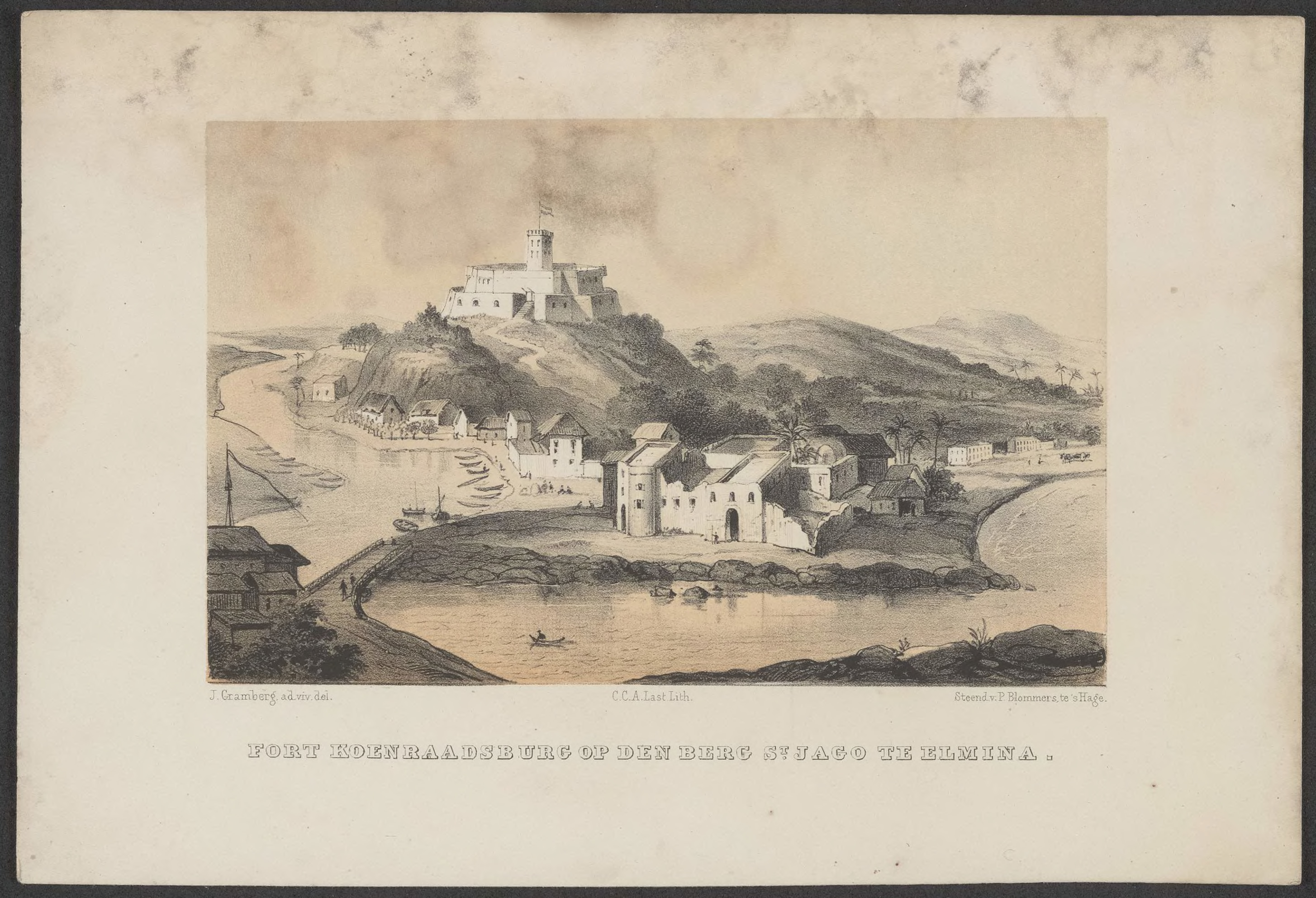
Le fort Coenraadsburg, construit en hauteur pour protéger le fort Saint-Georges.

#### Conquête d'Elmina et création de la colonie de Côte-de-l'Or néerlandaise
La marine des Provinces-Unies, principalement celle de la Compagnie néerlandaise des Indes occidentales (GWC, Geoctroyeerde Westindische Compagnie), prend le contrôle d'Elmina au terme d'une conquête difficile menée de 1625 à 1637. 
Le fort d'Elmina devient le centre des opérations en Côte-de-l'Or néerlandaise. La GWC élargit son emprise par la construction de forts et par des traités de protectorats, notamment le traité de Butre (1656), qui fixe les juridictions européennes dans la région jusqu'en 1872.

Les Hollandais font construire un deuxième fort, le fort Coenraadsburg entre 1666 et 1671, sur une colline qui surplombe le fort Saint-Georges, au nord de la péninsule. Le village d'Elmina, qui jouxte le fort, gagne en autonomie[pas clair].

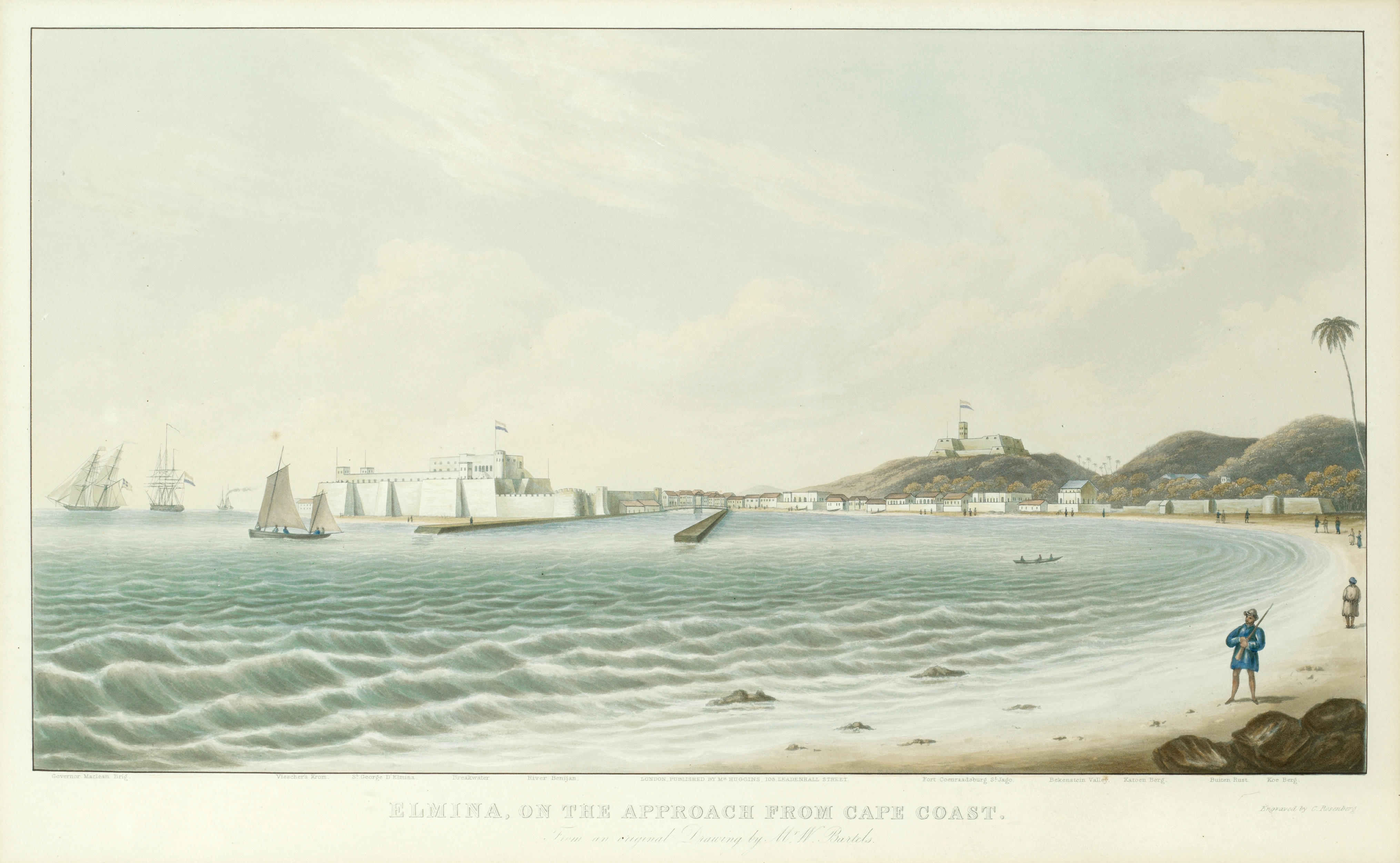
Elmina en 1852.
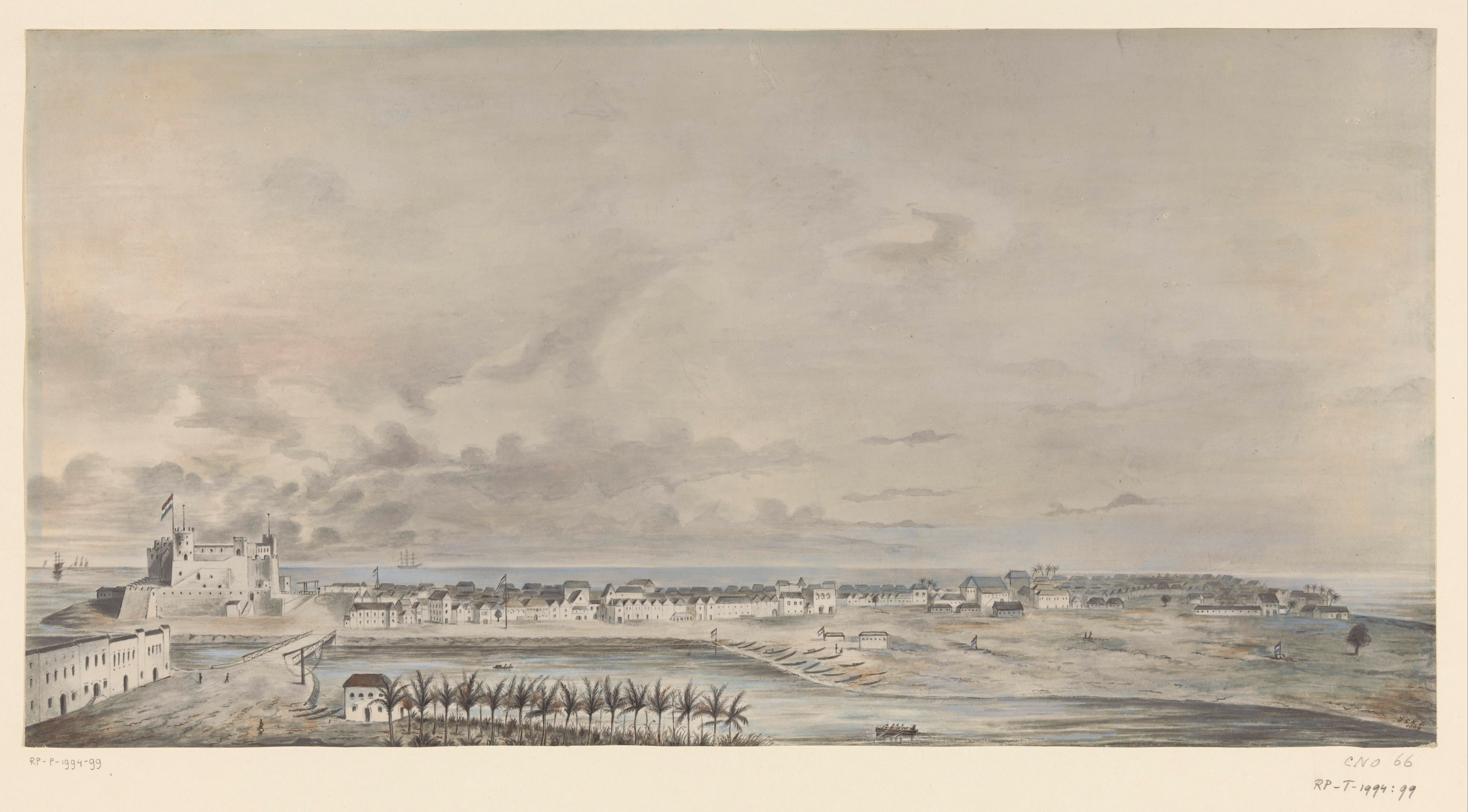
En 1869.

#### La traite des esclaves

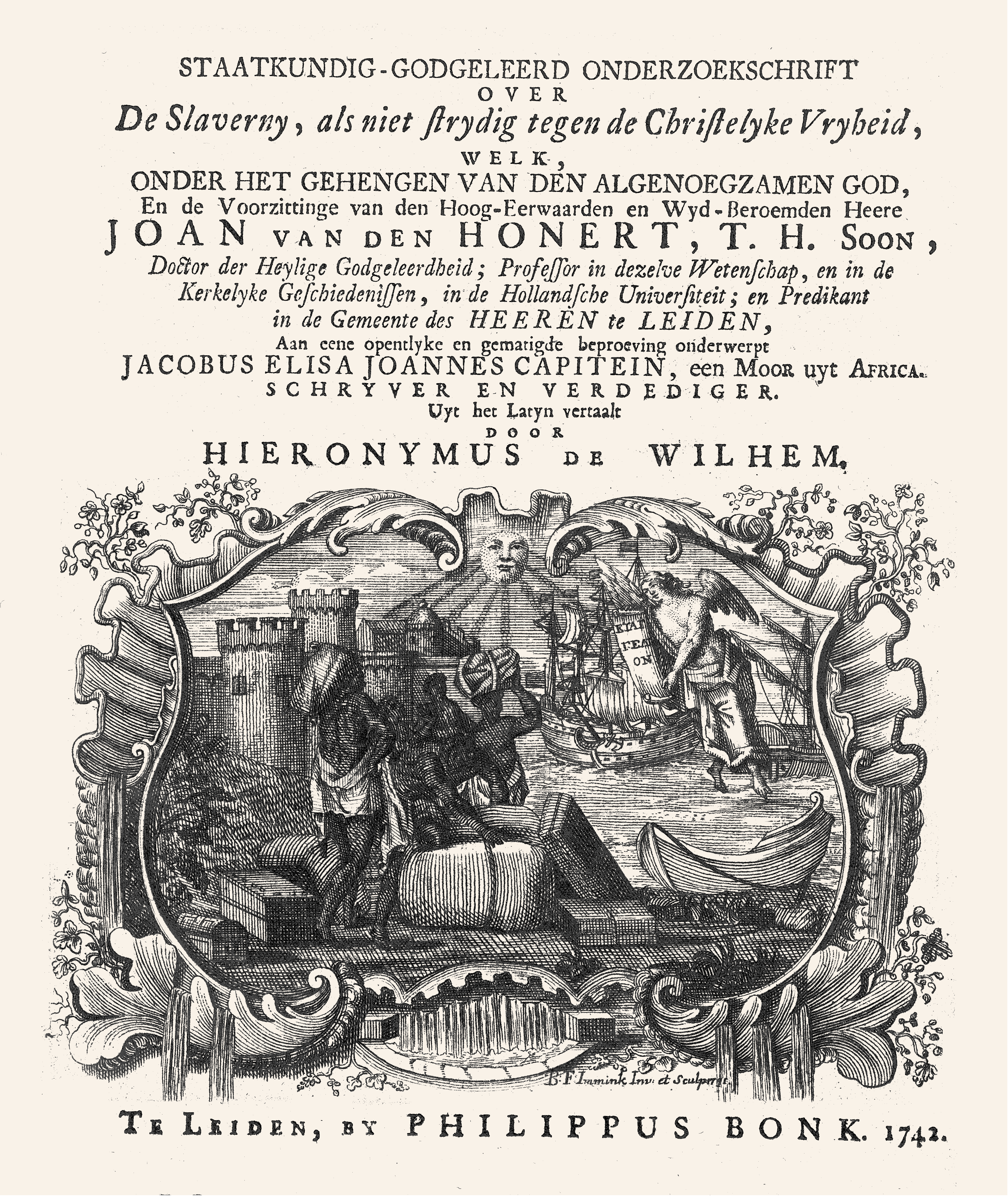
Esclaves à Elmina, 1742.

De la fin du XVIIe siècle au début du XIXe siècle, la traite des esclaves fait la fortune de cette colonie.
C'est seulement dans le dernier quart du XVIIe siècle, grâce à l'essor général de la traite des esclaves, que la Côte de l'Or « n'en sera plus exclue », causant une période d’immenses changements politiques dans la région, via des mécanismes qui sont sujet de controverse parmi les historiens, certains soulignant qu' "il n’y avait pas de classe servile simplement en attente d’être expédié".
À la fin du XVIIe siècle, sur la Côte des esclaves (400 km plus à l'est), Ouidah traite plus de 1 000 esclaves par mois, sur fond d'« augmentation soudaine de l’approvisionnement en armes à feu » sur la Côte de l'Or, « justifiée aux yeux des Européens par le déclin prononcé de l’approvisionnement en or » et de la « concentration croissante du pouvoir dans quelques États, en particulier ceux qui ont un gros enjeu dans la traite des esclaves : Fanti, Akwamu et Ouidah », tandis que les « Fanti et Akwamu avaient augmenté le commerce de l’or plutôt que sa production, en manifestant l’agressivité des intermédiaires désireux de contrôler le marché ».[pas clair]

#### La démographie d'Elmina à l'époque hollandaise
Au sein de l'Afrique de l'Ouest du XIXe siècle, la ville d'Elmina prospérait grâce à une composition démographique hétéroclite et multiculturelle.  L'ossature de cette société reposait sur les sept Asafo, des clans matrilinéaires établis de longue date dans la ville. Chacun de ces Asafo disposait d'un système de leadership héréditaire et constituait la pierre angulaire de la structure socio-politique d'Elmina. Ces clans détenaient un pouvoir important. Leurs membres formaient le gros de la milice urbaine et exerçaient une influence considérable sur la vie quotidienne.
Toutefois, Elmina ne se limitait pas aux seuls Asafo. La ville abritait également des descendants de populations réduites en esclavage : les Brɔfonkoa et les Maworɛfo. Bien qu'ils ne fussent pas totalement intégrés, ces groupes se sont progressivement taillé une place au sein de la société (Bourne, 1980). Occupant initialement un statut social inférieur, ils ont fini par participer aux affaires publiques, s'insérant ainsi graduellement dans le tissu social d'Elmina.
La présence d'une population euro-africaine, issue de l'union entre Européens et Africains, ajoutait une couche supplémentaire de complexité à la structure sociale d'Elmina. Leur position sociale était variable. Certains jouissaient de la richesse et du prestige, se mariant avec des familles influentes et exerçant un pouvoir certain sur la vie publique. D'autres occupaient des rôles plus modestes, travaillant pour l'administration hollandaise du fort en tant qu'employés ou artisans et ouvriers. Ce groupe diversifié apportait une perspective unique, façonnée par leur double héritage et leurs expériences multiculturelles.
Elmina comptait également une population ayant voyagé à travers le monde : les vétérans javanais. Ces anciens soldats avaient servi dans l'armée des Indes orientales néerlandaises. Leur présence introduisait une touche d'exotisme et une nouvelle religion - l'islam. Certains vétérans étaient peut-être déjà musulmans, tandis que d'autres ont pu adopter la foi pendant leur service, diversifiant ainsi le paysage religieux d'Elmina .
Enfin, une petite mais significative communauté européenne résidait dans le fort hollandais et ses environs. Ces fonctionnaires, marchands et leurs familles se mariaient fréquemment avec des familles euro-africaines, estompant ainsi les frontières entre les deux groupes. Ces unions n'étaient pas uniquement motivées par des considérations romantiques, mais reflétaient également l'interdépendance qui caractérisait la société d'Elmina. Par le commerce, la politique et même le mariage, ces groupes distincts interagissaient et coexistaient, créant une société du XIXe siècle dynamique et complexe, unique en son genre.

### La cession au Royaume-Uni (1872)
En 1872, les Néerlandais cèdent aux Britanniques leurs possessions sur la Côte-de-l'Or. 

La communauté locale d'Elmina refuse de reconnaître dans un premier temps ces nouveaux colonisateurs. La cité est bombardée par les Britanniques et détruite en 1873. 

Destruction d'Elmina par les bombardements anglais en 1873
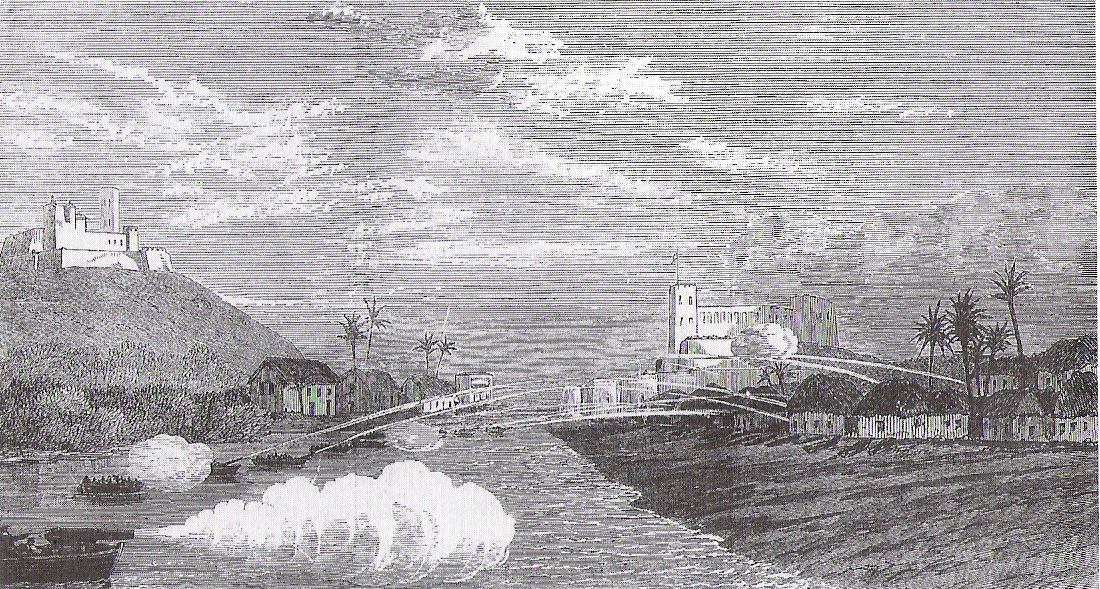
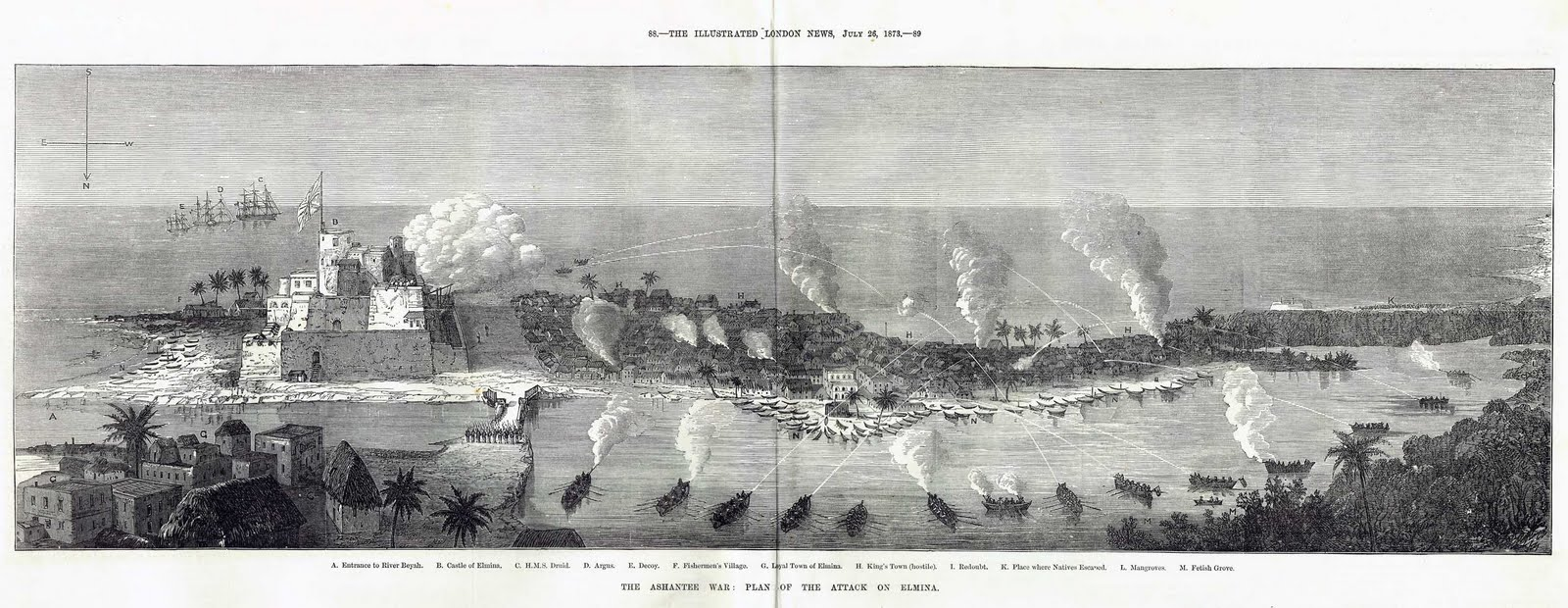

Elle resurgit, sur un site toujours au bord de la mer et du Golfe de Guinée, mais un peu plus au nord-est, durant les décennies suivantes.

## Elmina aujourd'hui
Son lagon est désormais un port de pêche actif. 
Le littoral subit un phénomène d'érosion.

## Elmina au cinéma
Elmina a servi de cadre au réalisateur Werner Herzog pour son film Cobra Verde, avec Klaus Kinski dans le rôle principal.

## Personnalités notables
- Kobina Gyan (1821 - 1896) : roi edinahene d'Elmina opposé au transfert de la colonie néerlandaise aux britanniques.
- George Emil Eminsang (1833 - 1898) : marchand et dirigeant politique. Il est l'un des premiers avocats noirs de Côte-de-l'Or.
- Henry Van Hien (1857 - 1928) : marchand et homme politique. Il est président de la Société de protection des droits des aborigènes de Côte de l'Or et fondateur du National Congress of British West Africa.

## Galerie

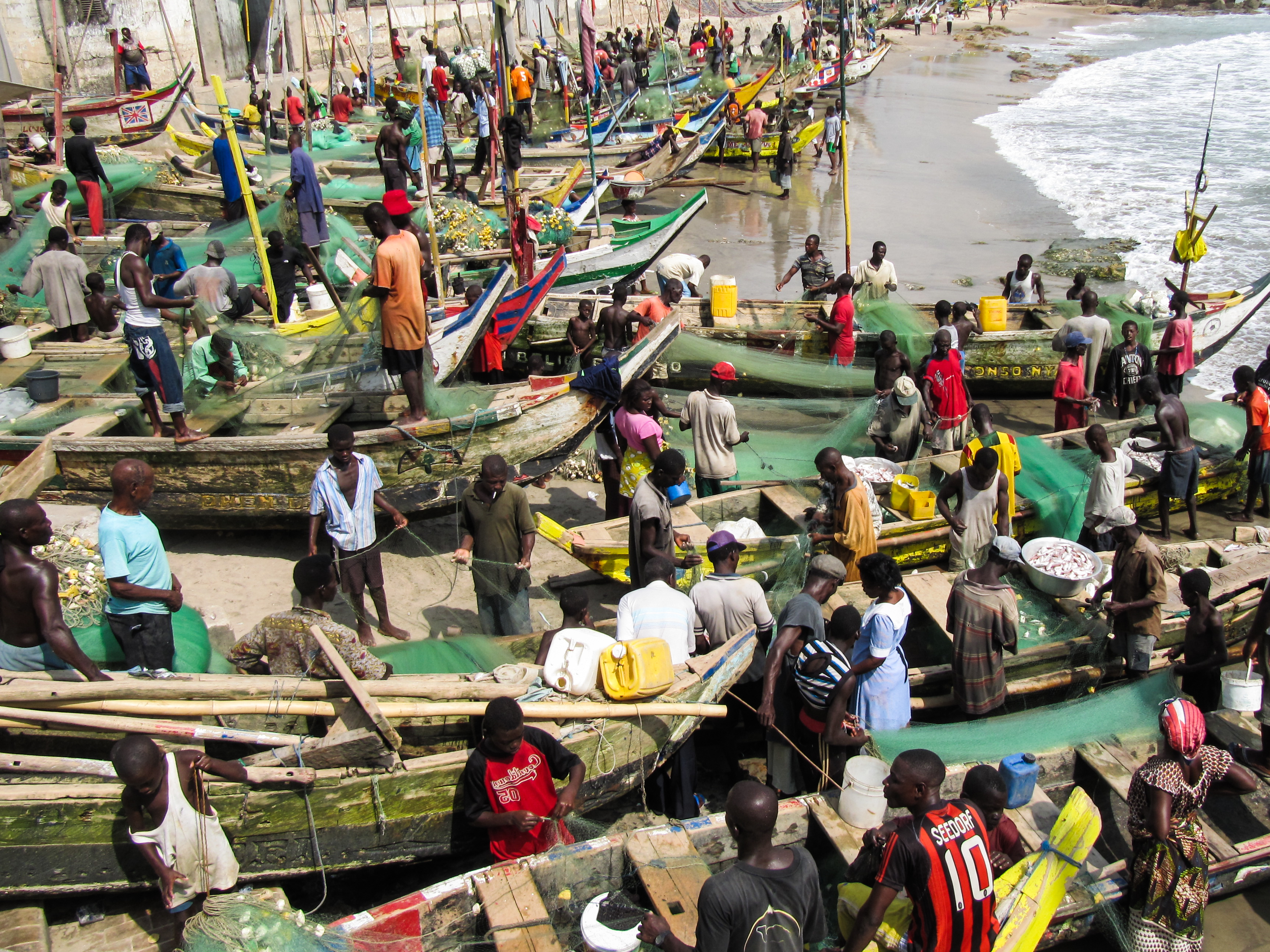
Le port d'Elmina.
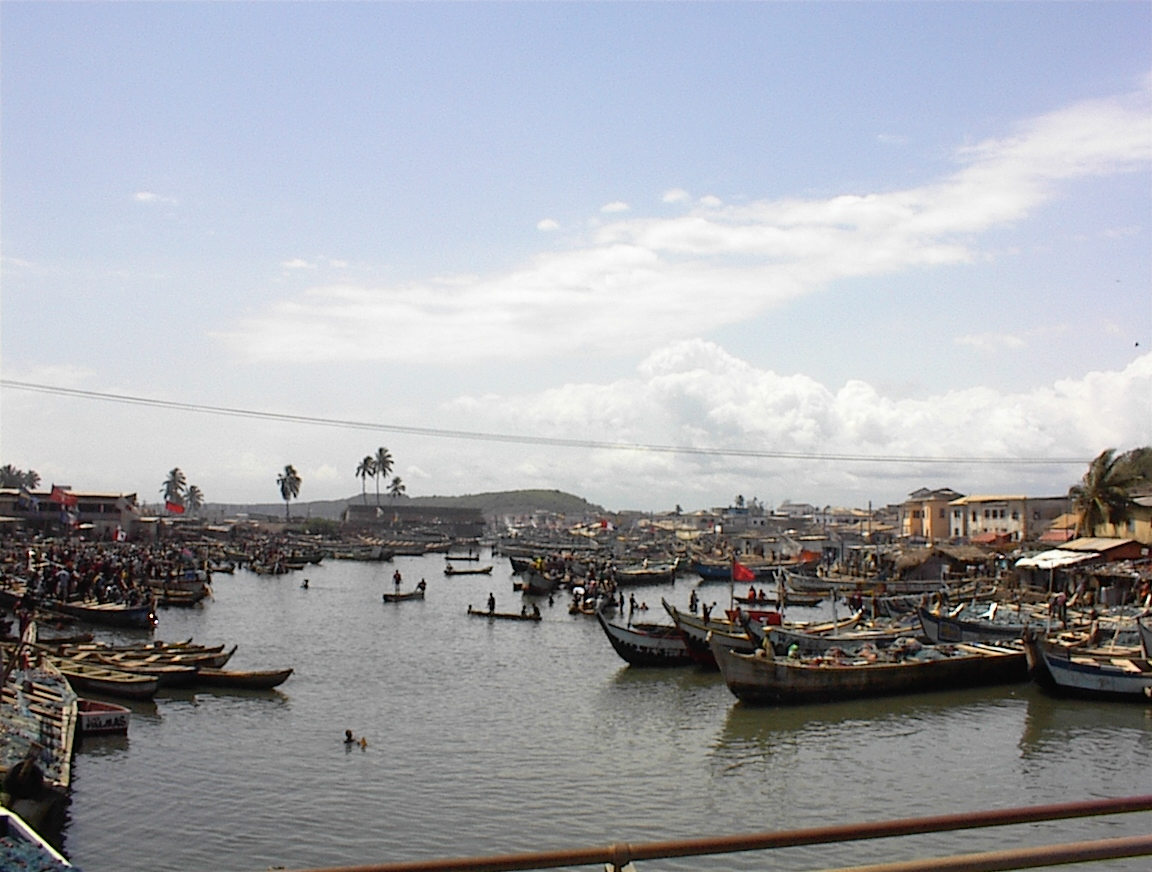
Pêcheurs à Elmina.
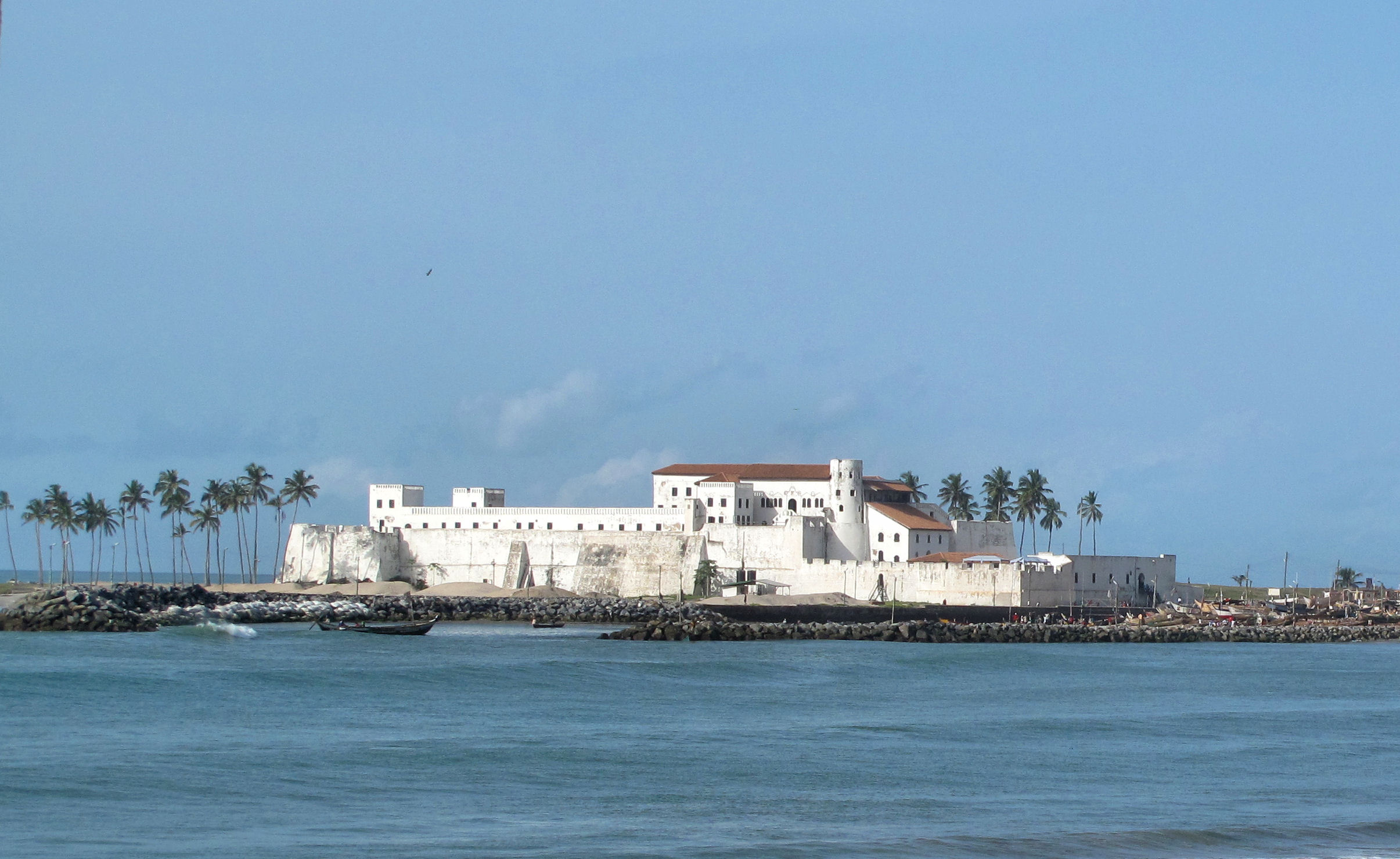
Le fort Saint-Georges.
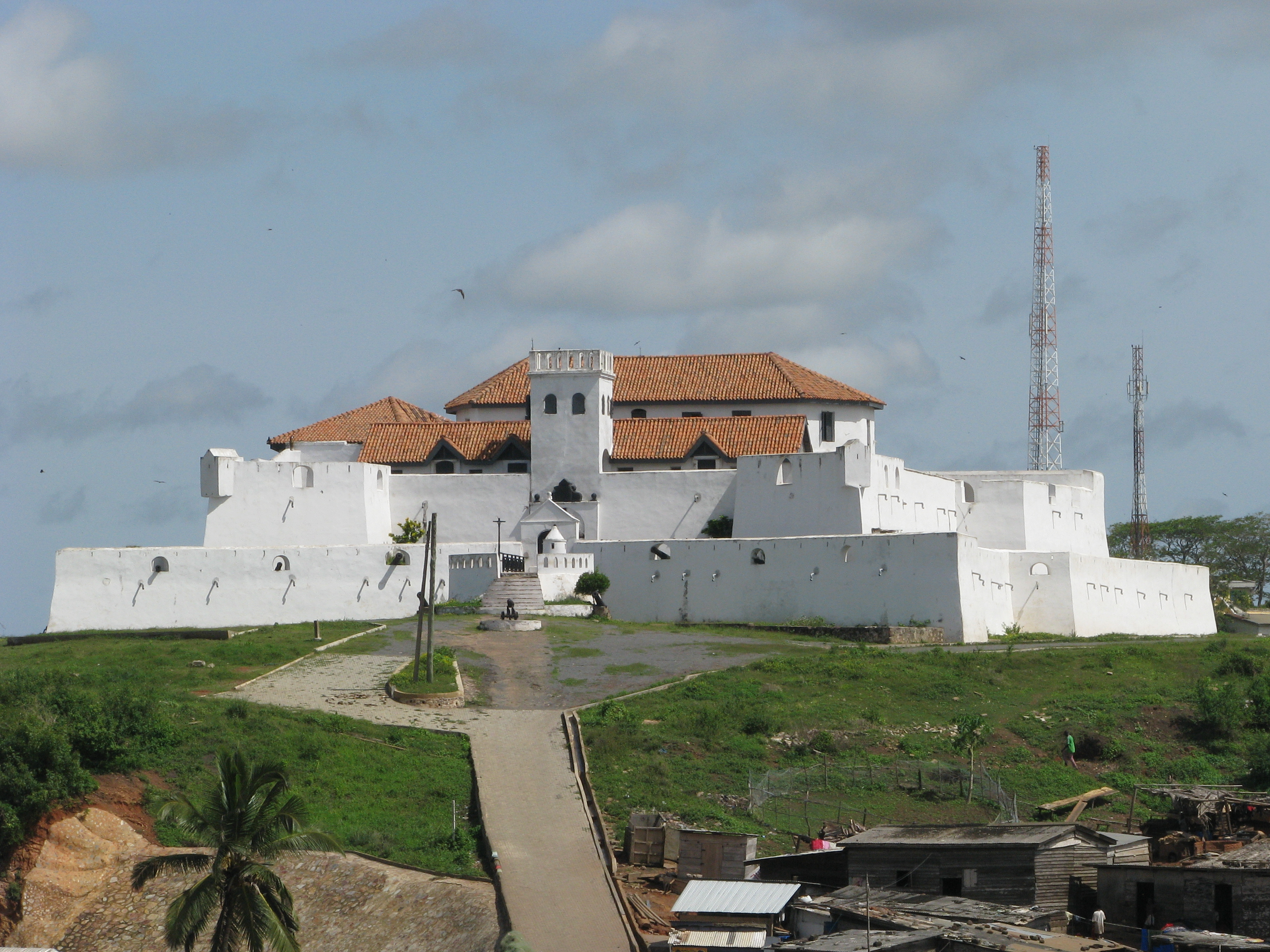
Le fort Saint Jago.
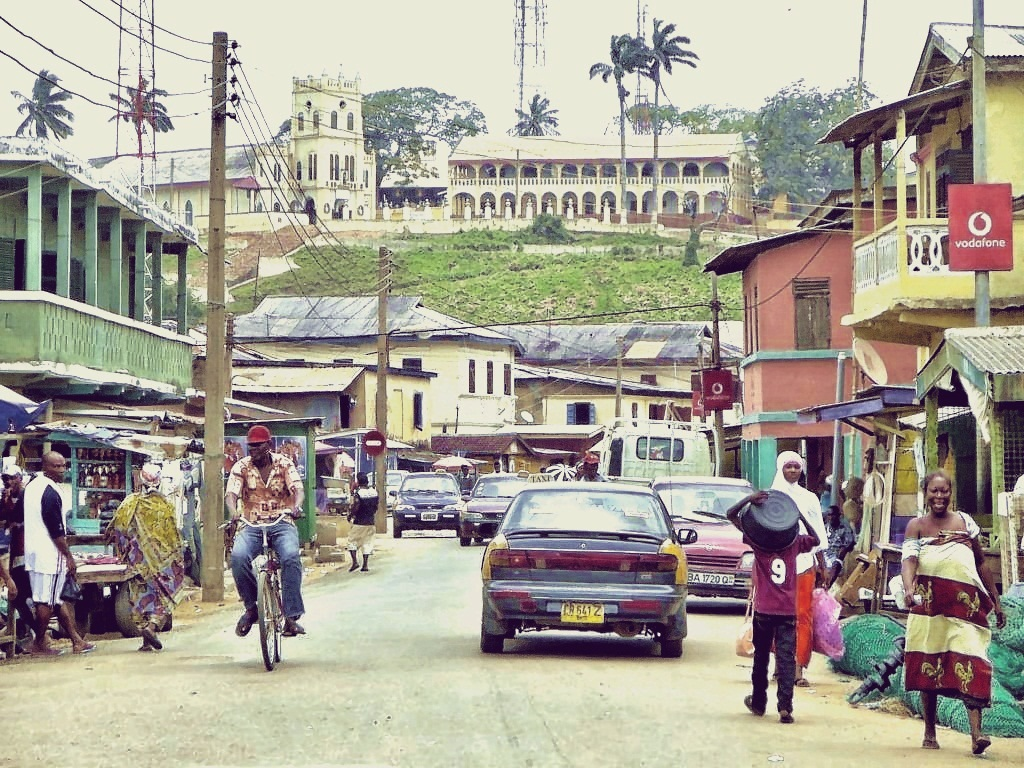
La mission Saint-Joseph.
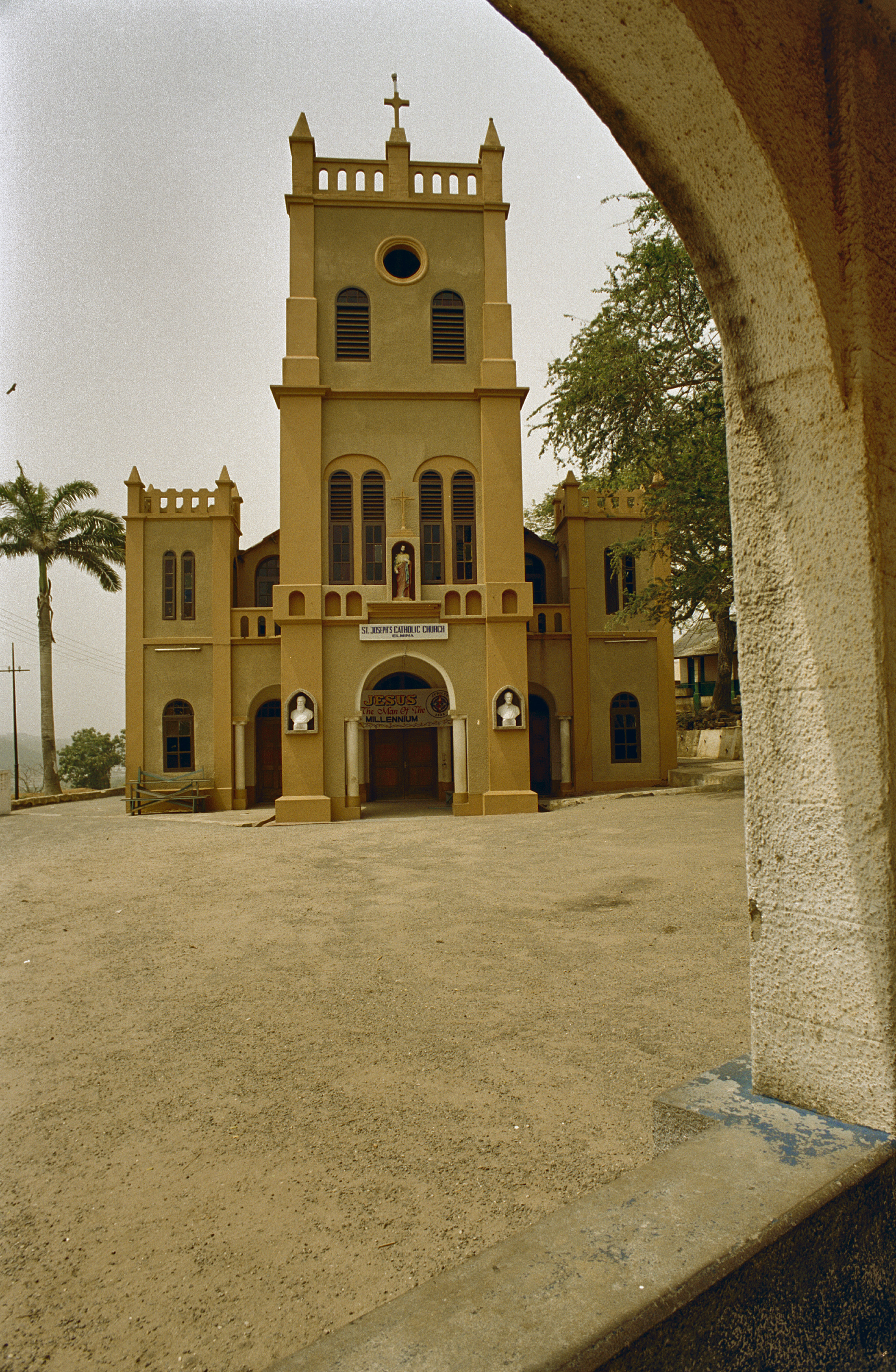
Église Saint-Joseph.
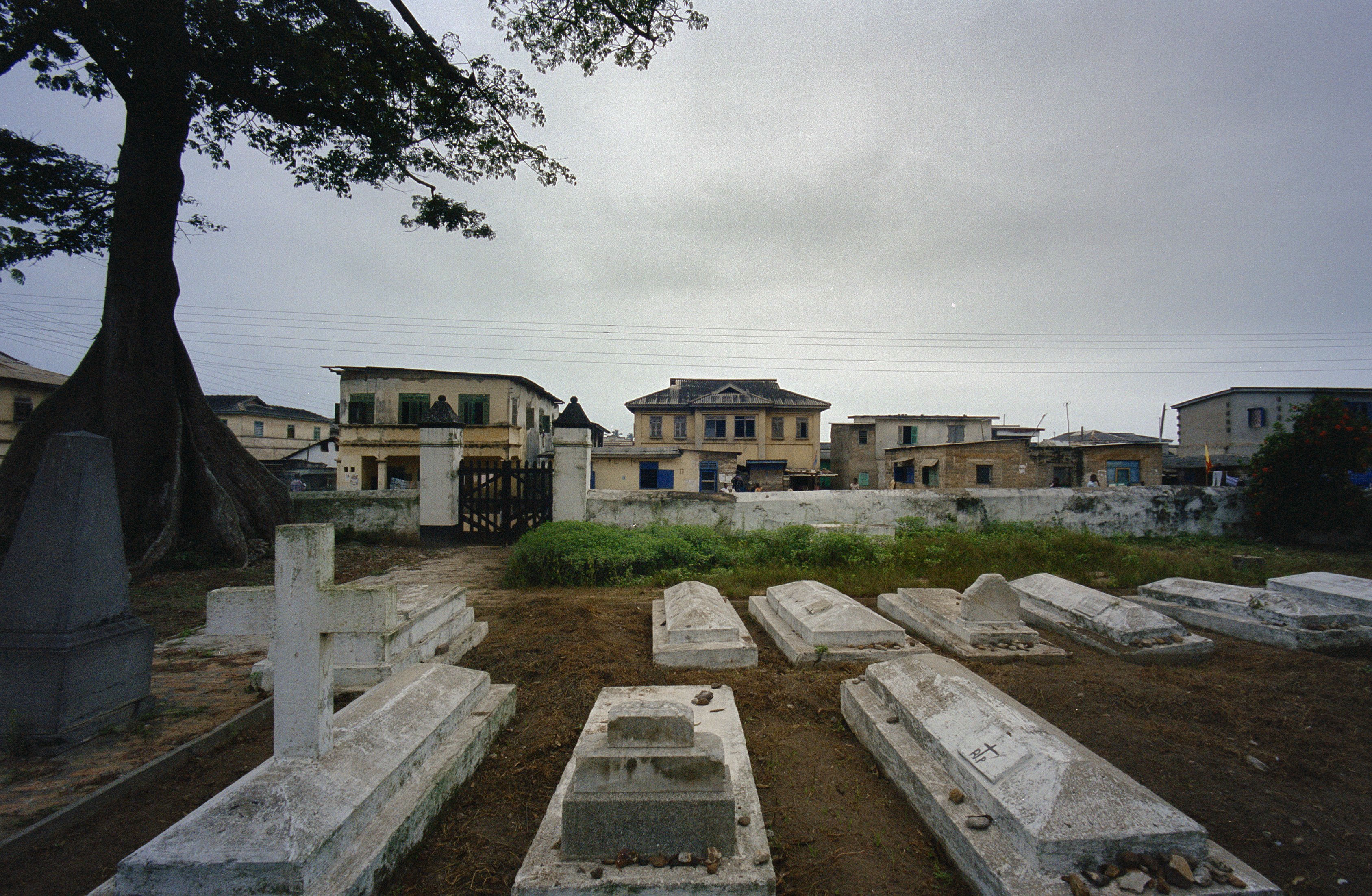
Le cimetière hollandais.